# Pałac w Rzuchowie
Pałac w Rzuchowie − pałac w Rzuchowie w powiecie raciborskim w województwie śląskim.

## Historia
Zbudowany został w 1888 roku przez Heinricha Himmla, który był jego pierwszym właścicielem, po nim przejął go Joachim von Klützow. Po II wojnie światowej został zniszczony, a jego odnowy dokonało Ministerstwo Zdrowia i Opieki Społecznej, bowiem przez pewien czas mieścił się tam państwowy dom dziecka. 

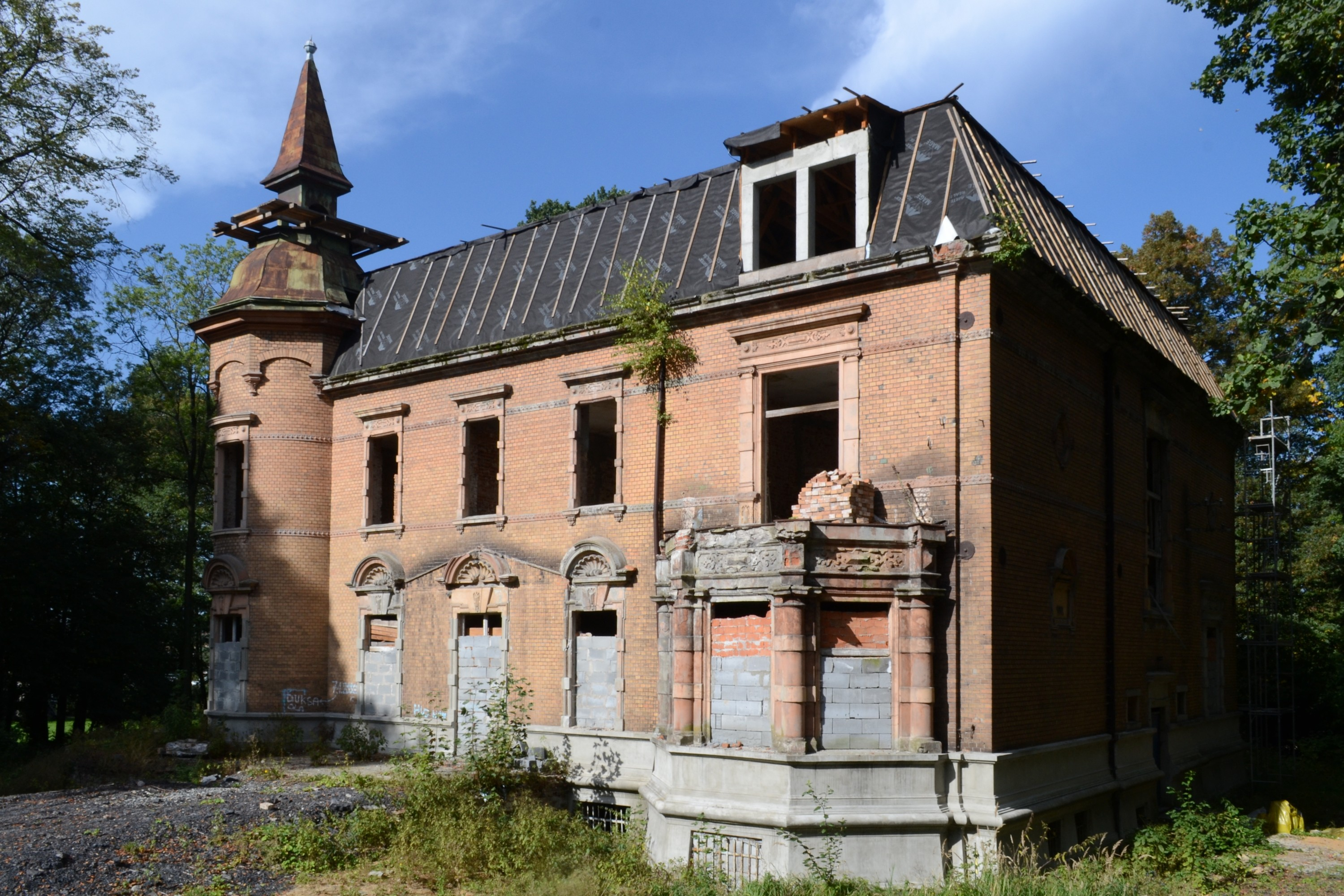
Pałac w 2012

## Architektura
Jest to budynek dwukondygnacyjny, z elewacją licowaną żółtą cegłą, oknami w obramieniach, na parterze z półokrągłymi naczółkami wypełnionymi sztukateriami z motywem muszli, przy wejściu znajduje się półkolisty portal wsparty na dwóch kolumnach, z kartuszem herbowym pierwszych właścicieli, w dachu są lukarny. Dwukondygnacyjna wieża zwieńczona jest spiczastym hełmem. Od zaplecza znajduje się ganek i wykusz z balkonem. Zachowały się także liczne detale architektoniczne. 

## Park
Pałac otoczony jest parkiem krajobrazowym z licznymi krzewami egzotycznymi, jedynym w gminie pomnikiem przyrody - dębem szypułkowym liczącym około 250 lat.